# Европейская служба внешних связей
Европейская служба внешних связей, ЕСВС (англ. European External Action Service, EEAS; также Европейская служба действий; англ. European Action Service, EAS; Европейская служба внешних действий, Европейская служба внешнеполитической деятельности, Европейская служба внешних дел, Европейская дипломатическая служба) — орган Европейского союза, уникальное ведомство, которое было создано после вступления в силу 1 декабря 2009 года Лиссабонского договора. 
EEAS приступила к исполнению своих обязанностей 1 декабря 2010 года, и на данный момент исполняет обязанности Министерства иностранных дел и дипломатического корпуса на уровне Европейского союза, реализуя Общую внешнюю политику и политику безопасности и внешнее представительство ЕС в других сферах. Военный штаб ЕС, отвечающий за Общую политику безопасности и обороны, также является одним из департаментов этой службы.
EEAS руководит внешней политикой ЕС и сотрудничает с Европейской комиссией по вопросам, относящимся к их совместной компетенции.
EEAS является уникальной и независимой от других институтов ЕС, образована путём слияния департаментов внешних отношений Европейского Совета и Европейской комиссии. При этом EEAS является абсолютно независимой от этих учреждений и имеет собственный бюджет.
Служба находится в подчинении Верховного представителя по иностранным делам и политике безопасности (пост создан в рамках Лиссабонского договора) и содействует ему в области полномочий.
В 2015 году по решению Европейского совета веб-сайт EEAS начал публиковать информацию на русском языке с целью разъяснения и распространения информации о политике ЕС в странах, расположенных в регионе «Восточного соседства» (то есть в странах Восточного партнерства и за его пределами).

## История
Создание EEAS впервые было предусмотрено в Европейской Конституции, которая, однако, так и не вступила в законную силу. Кроме того, были объединены должности Еврокомиссара по вопросам политики безопасности и Еврокомиссара по внешним делам.

Чарльз Грант, директор Центра европейских реформ, отметил: 
...нам предлагают проводника без оркестра, или, скорее, проводник пытается управлять двумя отдельными оркестрами одновременно.
 После отклонения Конституции эта идея (с некоторыми изменениями) была реализована в Лиссабонском договоре.

В статье 27 Договора о ЕС, которая определяет принципы деятельности EEAS, говорится следующее:
...При осуществлении своих полномочий Верховный представитель опирается на Европейскую службу внешнеполитической деятельности. Данная служба работает в сотрудничестве с дипломатическими службами государств-членов и состоит из должностных лиц компетентных служб Генерального секретариата Совета и Комиссии, а также из персонала, откомандированного национальными дипломатическими службами. Организация и функционирование Европейской службы внешнеполитической деятельности устанавливаются решением Совета. Совет постановляет по предложению Верховного представителя после консультации с Европейским парламентом и одобрения Комиссии.
Незадолго до вступления в силу Лиссабонского соглашения Кэтрин Эштон была назначена Верховным представителем ЕС по внешним делам и политике безопасности. Ей было поручено создать структуру новой Европейской дипломатической службы. После землетрясения на острове Гаити в 2010 году Кэтрин Эштон провела заседание иностранных представителей при Европейской комиссии и Совете Европейского союза с целью скоординированной реакции на катастрофу.

## Организация
EEAS руководит внешними связями ЕС, безопасностью, оборонной политикой и контролирует Объединённый Европейский аналитический центр. Однако, несмотря на решение Европейского комиссара по внешним делам и политике безопасности и Европейской дипломатической службы, окончательное решение принимается государствами-членами и Европейской комиссией.
При Европейской дипломатической службе действует шесть географических департаментов во главе с управляющим директором. Департаменты отвечают за следующие географические зоны:
- Африка;
- Азия;
- Южная и Северная Америки;
- Ближний Восток и страны «политики Южного соседства»;
- Россия, страны Восточной Европы и Западных Балкан;
- кроме того, в составе EEAS действует департамент глобальных и многосторонних вопросов.

Европейская дипломатическая служба также включает в себя отделы безопасности, стратегического планирования, правовых вопросов и правового обеспечения, межведомственных связей, связей с общественностью, внутреннего аудита и инспекций, а также отдел защиты персональных данных.

### Персонал
Персонал Европейской дипломатической службы комплектуется Европейским советом, Европейской комиссией и государствами-членами Европейского союза (государства-члены назначают 33 % сотрудников). Кроме того, Верховный представитель ЕС по иностранным делам и политике безопасности имеет право назначать часть работников самостоятельно.

### Руководство
Поскольку Верховный представитель ЕС по иностранным делам и политике безопасности лишь координирует деятельность Европейской дипломатической службы, непосредственное управление деятельностью EEAS осуществляет исполнительный секретарь.

Европейская дипломатическая служба управляется исполнительным генеральным секретарем, который работает под руководством Высокого представителя. Исполнительный секретарь должен принять все необходимые меры для обеспечения бесперебойного функционирования Европейской дипломатической службы, в том числе осуществлять административно-бюджетное управление. Исполнительный секретарь должен обеспечить эффективную координацию работы отделов в центральной администрации, а также с делегациями государств— Обязанности исполнительного секретаря 
При исполнительном секретаре EEAS работает два заместителя. Один из заместителей генеральных секретарей ответственный за административные вопросы (например, сотрудничество с Европейской комиссией), а другой заместитель ответственный за сотрудничество с международными делегациями.
Генеральный секретарь также контролирует деятельность дочерних учреждений (например, Объединённый Европейский аналитический центр) и военного персонала, ответственный за внутреннюю безопасность, аудит и отдел связей с другими органами ЕС. Главный операционный директор руководит бюджетной и административной деятельностью и координирует работу департаментов
Ниже указан перечень должностей в Европейской службе внешних дел.
| Должность                                                                          | Занимает                         | Страна                           | Начало исполнения полномочий     |
| Члены Корпоративного совета EEAS                                                   | Члены Корпоративного совета EEAS | Члены Корпоративного совета EEAS | Члены Корпоративного совета EEAS |
| ---------------------------------------------------------------------------------- | -------------------------------- | -------------------------------- | -------------------------------- |
| Исполнительный генеральный секретарь                                               | Ален Леруа                       | Франция                          | январь 2015                      |
| Главный операционный директор                                                      | Дэвид О’Салливан                 | Ирландия                         | 25 октября 2010                  |
| Заместитель генерального секретаря по политическим делам                           | Хельга Шмид                      | Германия                         | 29 октября 2010                  |
| Заместитель генерального секретаря по межведомственным делам                       | Мацей Поповский                  | Польша                           | 29 октября 2010                  |
| Управляющие директора                                                              |                                  |                                  |                                  |
| Управляющий директор кризисного реагирования                                       | доктор Агостино Миоццо           | Италия                           | 2 декабря 2010                   |
| Управляющий директор департамента Азии                                             | Виорел Будура                    | Румыния                          | 21 декабря 2010                  |
| Управляющий директор департамента Африки                                           | Николас Весткотт                 | Великобритания                   | 6 января 2011                    |
| Управляющий директор департамента России, стран Восточной Европы и Западных Балкан | Мирослав Лайчак                  | Словакия                         | 14 декабря 2010                  |
| Управляющий директор департамента Ближнего Востока и стран «Южного соседства»      | Юг Мингарелли                    | Франция                          | 21 декабря 2010                  |
| Управляющий директор департамента Южной и Северной Америки                         | Кристиан Лефлер                  | Швеция                           | 14 декабря 2010                  |
| Управляющий директор департамента глобальных и многосторонних вопросов             | Мария Маринаки                   | Греция                           | 1 апреля 2011                    |
| Другие главные управляющие                                                         |                                  |                                  |                                  |
| Глава департамента кризисного реагирования и планирования                          | Вольтер Стивенс                  | Бельгия                          | 4 апреля 2011                    |
| Генеральный директор Военного штаба Европейского союза                             | генерал-лейтенант Эса Пулккинен  | Финляндия                        | май 2016                         |
| Исполнительный директор Европейского оборонного агентства                          | Хорхе Домек                      | Испания                          | февраль 2015                     |
| Глава EU Civilian Planning and Conduct Capability (CPCC)                           | Хансйорг Хабер                   | Германия                         | 28 марта 2011                    |
| Директор Разведывательного и ситуационного центра ЕС                               | Илкка Салми                      | Финляндия                        | 17 декабря 2010                  |
| Председатель комитета политики и безопасности                                      | Олоф Скуф                        | Швеция                           | 18 ноября 2010                   |

## Бюджет
Бюджет EEAS составляется и контролируется Верховным представителем ЕС по иностранным делам и политике безопасности и утверждается Европейским парламентом. Парламент также рассматривает бюджет каждой миссии ЕС

## Штаб-квартира
Офис EEAS находится в «Треугольном здании» в Европейском квартале Брюсселя. Плата за аренду помещений составляет 12 000 000 евро в год. До переезда в нынешнюю штаб-квартиру сотрудники дипломатической службы были размещены в восьми отдельных зданиях, что приносило 25 000 000 евро убытка в год.
Изначально планировалось расположить Европейскую дипломатическую службу в здании Европейской комиссии, где содержался ныне не существующий Генеральный директорат по внешним связям. Однако это сооружение признали слишком малым. Кроме того, это бы нарушало образ EEAS как независимого института. Из соображений стоимости и безопасности Кэтрин Эштон предпочла разместить свой офис в здании на улице Лекс, которая могла быть арендована у Европейского совета по более низкой ставке и имела подземные тоннели к зданию Европейского совета и Европейской комиссии. Однако для аренды данного строения было необходимо увеличить бюджет службы, а денег на это не нашли. В октябре 2010 года Кэтрин Эштон приняла решение о переезде всех подразделений службы в Треугольное здание на Авеню Кортенберг, 1.